# Andreja Prokić
Andreja Prokić (ur. 9 kwietnia 1989 w Kragujevacu) – serbski piłkarz występujący na pozycji pomocnika. Wychowanek Karađorđe Topola, w swojej karierze reprezentował także barwy Turbiny Vreoci, Stali Rzeszów, GKS-u Bełchatów, Stali Mielec i GKS Katowice. Od 2021 ponownie gra w Stali Rzeszów.
W 2018 roku otrzymał polskie obywatelstwo.